# Messerschmitt Me 321
Pour les articles homonymes, voir Messerschmitt.
 (juillet 2024).
Le Me 321 était un planeur de transport lourd développé par la firme allemande Messerschmitt durant la Seconde Guerre mondiale.
D'abord destiné à l'invasion du Royaume-Uni, les planeurs seront finalement utilisés massivement lors de l'invasion de la Crète en mai 1941, puis sur le front de l'Est dès le début de Barbarossa.
Le Me 321 était si lourd qu'il devait être remorqué par trois Messerschmitt Bf 110, une pratique très dangereuse pour les chasseurs, qui devaient voler en formation parfaite, et qui monopolisait des avions de chasse plus utiles sur d'autres fronts. Ainsi, une version spéciale du bombardier moyen Heinkel He 111 fut développée : le Heinkel He 111 Zwilling. Ce modèle combinait deux cellules de He 111 jumelées, reliées par une aile centrale sur laquelle un cinquième moteur avait été ajouté.
Par la suite, une variante motorisée du Me 321 vit le jour, le Me 323 Gigant, avec six moteurs pour un total de 6 840 ch, qui devint le plus gros avion de transport de la Seconde Guerre mondiale.

## Développement
En 1940, durant la préparation du plan d'invasion allemand du Royaume-Uni nommé opération Seelöwe (en français : « otarie ou lion de mer »), le haut commandement allemand de la Luftwaffe (OKH) (en allemand : Oberkommando des Heeres) exprima le besoin d'un moyen de transport lourd pouvant acheminer 130 fantassins équipés, chose impossible sur un chaland de débarquement.
Le choix d'un planeur de transport lourd était basé sur le souci d'établir et de sécuriser une tête de pont en territoire ennemi dans un laps de temps le plus court possible.
D'une part, les succès rencontrés pendant les campagnes de Hollande et de Belgique plaidaient en faveur de l'utilisation de planeurs d'assaut et de parachutistes (ex. : la prise du Fort d'Ében-Émael à la suite d'un assaut de planeurs légers DFS 230 le 10 mai 1940 constitue le principal fait d'armes des Fallschirmjägers pendant cette campagne et fut la preuve pour l'état-major de la Wehrmacht du rôle crucial des planeurs dans ce genre de stratégie).
D'autre part, l'invasion de la Grande-Bretagne était à l'ordre du jour en 1940, et il était prévu d'utiliser les parachutistes à grande échelle. D'où l'idée de développer des planeurs lourds capables d'emporter véhicules et équipement lourd. Ironiquement, les Alliés allaient leur donner raison lors du débarquement de Normandie en 1944.
L'annulation de l'opération Seelöwe n'entraîna pas l'annulation de ces programmes.

## Conception
Le 18 octobre 1940, la Luftwaffe donne aux firmes Junkers et Messerschmitt un délai de quatorze jours pour proposer un projet de planeur lourd d'assaut. L'appareil devra être capable d'emporter un canon de 88 mm et son tracteur semi-chenillé, ou bien un char Panzer IV. Junkers propose l'aile volante Junkers Ju 322 Mammut mais les prototypes ne donnent pas satisfaction. Messerschmitt propose le Me 261, rebaptisé par la suite Me 263 puis Me 321. Ce dernier devait être remorqué par trois Messerschmitt Bf 110 ou par un He 111 Zwilling bipoutre, équipé de pas moins de cinq moteurs.
Le remorquage par trois avions (baptisé « Troïka Schlepp ») s'avère problématique , il faut une coordination parfaite entre les quatre équipages et si un des avions remorqueurs dévie de sa ligne au décollage au-delà d'un angle critique, il se retrouve pris en travers et obligé de larguer son câble en catastrophe, ce qui compromet le décollage de l'ensemble.
Pour des décollages à pleine charge (un char léger ou cent soldats équipés) des fusées d'appoint au décollage dites RATO (Rocket-Assisted Take Off) sont ajoutées, mais elles n'ont qu'une courte période de fonctionnement.
Initialement le Gigant est équipé d'un essieu largable avec deux grosses roues à basse pression (pesant deux tonnes) qu'il faut larguer avec précision lors du décollage au risque de le voir rebondir au sol et endommager la carlingue.

## Utilisation
Les planeurs seront utilisés massivement lors de l'invasion de la Crète en mai 1941, puis sur le front de l'Est dès le début de Barbarossa[réf. souhaitée].

## Défauts
À l'atterrissage, le Gigant, planeur pur dépourvu de moteur, posé sur le ventre, ne peut pas manœuvrer au sol et encombre le terrain d'atterrissage. Pour l'éventuelle invasion des îles britanniques (usage unique) un tel défaut n'était pas rédhibitoire, l'appareil se posant dans des champs labourés, mais dans son rôle ultérieur de transport de matériels sur les fronts de l'est ou d'Afrique du Nord (assistance à l'Afrika Korps) il est bien plus gênant, ce qui fera très vite émerger l'idée de motoriser le Gigant avec des stocks inutilisés de moteurs Gnome et Rhône réquisitionnés par les Allemands en France.
Que ce soit en version planeur ou en version motorisée, le Gigant souffre des impasses liées à sa conception rapide et improvisée[réf. souhaitée] : la construction du fuselage en toile tendue sur une armature de tubes métalliques et ses ailes en bois entoilé lui valent le surnom de Leukoplast Bomber (littéralement en français : « bombardier en sparadrap »).
Les commandes sont épuisantes à manœuvrer car non assistées hydrauliquement, avec des surfaces de contrôle (ailerons) de surface très importante. Lors des vols d'essai, la pilote d'essai Hanna Reitsch, championne de planeur au gabarit assez frêle, éprouve des crampes épouvantables au bout de vingt minutes de vol et l'autre pilote d'essai, Karl Baur, plus athlétique, déclare en avoir « plein les bras » au bout d'une heure de vol[réf. souhaitée]. La correction du problème est assez fruste : le cockpit est agrandi et équipé de commandes doubles, deux pilotes, choisis pour leur forte musculature agissent ensemble sur les manches à balai ou les palonniers.